# フリウーリ公国

7世紀のランゴバルド王国（橙）。フリウーリ公国（DUCATO DEL FILULI）は北東部にあたる。

フリウーリ公国 （ドイツ語: Herzogtum Friaul　イタリア語: Ducato del Friuli）は、現在のフリウーリ地方に存在した、ランゴバルド王国内諸公国の一つ。568年のランゴバルド人によるイタリア半島征服時に成立し、以降スラヴ人、アヴァール人、東ローマ帝国との緩衝地帯として重要な役割を果たした。ランゴバルド時代以前のこの地域の主要都市はアクイレイアだったが、公国の首都はフォルム・ユリイ（現チヴィターレ）に置かれた。
他の諸公国（スポレート公国、ベネヴェント公国、トリデントゥム公国）と同様、フリウーリ公国はパヴィーアのランゴバルド王権から度々独立を試みたが、大きな成功には至らなかった。774年にフランク王国のカール大帝がデシデリウスを破りランゴバルド王国を滅ぼした後、2年後の776年までフリウーリ公国は存続した。最後の公フロドガウドが死去したことで、フリウーリ公国はフランク王国内のフリウーリ辺境伯領に再編された。

## 歴史
568年にアルボイン率いるランゴバルド族がイタリアを征服したとき、フォルム・ユリイ周辺はゴート戦争による荒廃が残っていた。南方へ進出する前に、アルボインは甥のギスルフを公に任命して、大部隊と共にこの地域に残した。ギスルフは許可を得て、ランゴバルド人の中から共にフリウーリに定着する諸家族を選んだ。
当初のフリウーリ公国の領域は、北方・北東方にカルニケ・アルプス山脈やジュリア・アルプス山脈があり、自然の某絵壁となっていた。南にはラヴェンナ総督府と隣接しており、東方にはアヴァール人、後にマジャール人など完全に遊牧民の世界となったパンノニア平原があった。西方の国境はしばらく設定されていなかったが、後にチェネーダ公国が成立するとタリアメント川が国境となった。
パウルス・ディアコヌスによれば、ギスルフ1世は有能な君主だった。彼はフリウーリのローマ人人口を押さえ、574年以降のランゴバルド王国の諸公の時代には抜きんでた影響力を持った。610年ごろ、アヴァール人がフリウーリ公国に侵攻した際、ランゴバルド王アギルルフは何の対処も行わなかった。フリウーリ公ギスルフ2世はチヴィターレの宮殿で戦死したが、息子のタッソとカッコが辛うじて脱出に成功した。2人の共同統治下で、フリウーリ公国はオストティロルのマトライまで拡大した。
フリウーリ公国は615年にコンコルディア、642年にオピテルギウムと南方へ勢力を伸ばし、ラヴェンナ総督府を圧迫していった。663年、チヴィターレが一時的にアヴァール人の手に落ちたが、ベネヴェント公グリモアルド1世によって解放された。774年のパヴィーア包囲戦でランゴバルド王国は滅亡したが、征服者のフランク王カール大帝はフリウーリ公フロドガウドに公国の支配継続を認めた。776年にフロドガウドが反乱を起こすが戦死したので、カール大帝はマルカリウスをフリウーリ公に任じた。828年、フランク王国下にあったフリウーリ公は複数の伯領に解体されたが、846年にフリウーリ辺境伯領に再編された。
フリウーリ公国の大部分は、後のゴリツィア・グラディスカ公国を形成した。ハプスブルク家は「フリウーリ公」の称号をオーストリア皇帝の称号内に組み込んだ。